# Karel Mark Chichon
Karel Mark Chichon est un chef d'orchestre gibraltarien.

## Biographie
Karel Mark Chichon est né à Londres, Royaume-Uni en 1971. Assistant de Giuseppe Sinopoli et de Valery Gergiev, il étudie à la Royal Academy of Music de Londres et à l'Académie de musique et d'arts du spectacle de Vienne avec Leopold Hager,.
Il est marié à la mezzo-soprano lettone Elīna Garanča et il a deux filles.

## Carrière
Décrit comme un « chef d'orchestre de génie » par le New York Times, il est, depuis 2003, régulièrement invité par l'English Chamber Orchestra avec lequel il part fréquemment en tournée.
En 2004 il est invité par le Philharmonique de Vienne à diriger leur International Orchestra Institute de Salzbourg  et y est retourné à plusieurs reprises en 2005 et 2006
Chichon est le chef d'orchestre du Graz Symphony Orchestra depuis 2006 et chef d'orchestre émérite de l'Orchestre symphonique national de Lettonie depuis 2007. Il est aussi le chef principal de l' European Sinfonietta et le directeur artistique de la Société philharmonique de Gibraltar.
La saison 2007-2008 voit ses débuts au Vienna Musikverein avec le Graz Symphony Orchestra, une nouvelle production du Barbier de Séville à l'Opéra populaire de Vienne et de Carmen (Bizet) à l'Opéra national de Lettonie et au théâtre Bolchoï de Moscou. Cette saison marque ses débuts à la tête de l'Orchestre national de Russie. Il retourne diriger l'Orchestre symphonique de Vienne, l'Orchestre symphonique de la radio de Vienne (conjointement à José Cura), l'English Chamber Orchestra, l'Orchestre symphonique du Tyrol basé à Innsbruck, l'Orchestre symphonique de Séoul et l'Orchestre national symphonique de Lettonie.
De 2011 à 2017, Chichon a été le chef permanent de la Deutsche Radio Philharmonie Saarbrücken Kaiserslautern, (Sarre, Allemagne). Depuis 2017 il est chef d'orchestre de  l'Orquesta Filarmónica de Gran Canaria.
Il est l'invité des plus prestigieux orchestres mondiaux : Orchestre philharmonique de Vienne, Orchestre symphonique de Vienne, Orchestre symphonique de la radio de Vienne, Orchestre symphonique de Londres, English Chamber Orchestra, City of London Sinfonia, Orchestre royal du Concertgebouw, Orchestre national de Russie, Orchestre de la Suisse romande, Rundfunk-Sinfonieorchester Berlin, Tiroler/Innsbruck Symphony, Haydn Orchestra of Bolzano & Trento, Norddeutsche Philharmonie, South London Philharmonic, Halle Philharmonic, Symphonie de Lucerne, Israel Sinfonietta, Orchestre philharmonique de Budapest, Orchestre philharmonique de Séoul, Orchestre symphonique national de Chine, Orquesta Sinfónica de La Atunara, Orchestre philharmonique de Shanghai, Orchestre symphonique de Singapour. Il a également travaillé avec des chanteurs de renom tels que José Carreras, Montserrat Caballé, Grace Bumbry et Juan Diego Flórez.

## Référence
- (en) « Karel Mark Chichon », Latvian National Symphony Orchestra (consulté le 15 septembre 2010).